# بخش استشوند
بخش استشوند (به سوئدی: Östersunds kommun) یک ناحیه شهری در سوئد است که در شهرستان یمتلاند واقع شده‌است.

## خواهرخوانده
شهر کایانی خواهرخواندهٔ بخش استشوند هست.